# Oppenheimer (krater księżycowy)
Oppenheimer – duży krater uderzeniowy położony na niewidocznej z Ziemi stronie Księżyca. Umiejscowiony jest wzdłuż zachodniego wału otaczającego krater Apollo. Sąsiednie kratery to leżący na południowy zachód Maksutov a na zachód krater Davisson leżący na skraju większego krateru Leibnitz.
Łańcuch gór pierścieniowych okalający krater Oppenheimer został naznaczony kolejnymi uderzeniami meteorytów, które utworzyły mniejsze, satelickie kratery. Wewnątrz niego także znajduje się ich kilka wliczając w to Oppenheimer H leżący przy krawędzi na południo wschodzie. Dno krateru Oppenheimer jest stosunkowo płaskie, szczególnie w pobliżu centrum. Charakteryzuje się też nieco niższym albedo w kilku miejscach w pobliżu zachodniej krawędzi krateru. Wewnętrzne krawędzie krateru Oppenheimer naznaczone są systemem kanałów i rowów obiegających niemal cały krater z wyjątkiem jego zachodniego krańca, wzdłuż którego leży Oppenheimer U.
Przed formalnym nazwaniem w 1970 roku przez Międzynarodową Unię Astronomiczną krater był znany jako Krater 382.

## Kratery satelickie
| Oppenheimer | Szerokość | Długość   | Średnica |
| ----------- | --------- | --------- | -------- |
| F           | 34,7° S.  | 161,5° W. | 35 km    |
| H           | 36,5° S.  | 163,1° W. | 33 km    |
| R           | 37,3° S   | 170,4° W. | 26 km    |
| U           | 34,3° S   | 167,9° W. | 38 km    |
| V           | 32,0° S.  | 172,7° W. | 32 km    |
| W           | 32,1° S   | 169,0° W. | 20 km    |